# منظمة النوبة للإغاثة والتأهيل والتنمية
منظمة النوبة للإغاثة وإعادة التأهيل والتنمية (بالإنجليزية: Nuba Relief, Rehabilitation and Development Organisation)‏ هي منظمة إنسانية سودانية لشعب النوبة. تم إنشاء المنظمة في عام 1993 بمشاركة يوسف كوة، وهو يوفر لسكان جبال النوبة الطعام وزيت الطهي والملابس والتعليم.
يقع مقر المنظمة في نيروبي. وكان من بين المديرين التنفيذيين في المنظمة نيرون فيليب ونجوى موسى كوندا وعلي عبد الرحمن.